# متغايرات القرون الكبيرة
متغايرات القرون الكبيرة (الاسم العلمي: Macroheterocera) هي أصنوفة من الحشرات تتبع مجموعة مكبلات الأطراف من رتبة حرشفيات الأجنحة.

## التصنيف
- متغايرات القرون الكبيرة
  - فوق فصيلة الفراشات الليلية
    - الفصيلة الليليات
      - أسرة القيَّاساوات
        - قبيلة القياساوية
          - تحت قبيلة القيَّاسينة
            - جنس القيَّاسة